# Rafael Cardoso
Rafael Cardoso Denis (* 4. Juni 1964 in Rio de Janeiro) ist ein brasilianischer Schriftsteller und Kunsthistoriker.

## Leben und Wirken
Cardoso ist Urenkel des Kunstsammlers, USPD-Politikers und Bankiers Hugo Simon aus Berlin, der 1933 ins Exil ging. Seine Mutter war die Nichte des Dichters Lúcio Cardoso (1912–1968) und entstammte einer bedeutenden Familie in Minas Gerais.
Rafael Cardoso wuchs ab seinem fünften Lebensjahr in den USA auf und studierte Kunstgeschichte an der Johns Hopkins University sowie an der Bundesuniversität Rio de Janeiro und in London, wo er am Courtauld Institute of Art promovierte. Er wurde 1996 Professor an der Katholischen Universität Rio de Janeiro und danach Professor an der Bundesuniversität Rio de Janeiro. Auch als Kurator bedeutender Ausstellungen wurde er bekannt. So kuratierte er 2012 From the Margin to the Edge: Brazilian Art and Design in the 21st Century im Somerset House in London. Heute lebt er in Berlin, wo er ein Buch über die Emigrationsgeschichte der Familie Simon schrieb und 2016 veröffentlichte. Zur Lebensgeschichte von Hugo Simon erschien 2018 ein weiteres biografisches Werk in Herausgeberschaft, worin er als Beiträger über die Exilzeit Simons schrieb.
Cardoso veröffentlichte zahlreiche Werke zur Geschichte der brasilianischen Kunst vom 19. Jahrhundert bis 1930, zur Theorie des Designs sowie mit Stand 2018 vier Romane, von denen Sechzehn Frauen 2013 und Das Vermächtnis der Seidenraupen 2016 in deutscher Übersetzung erschienen.
Cardoso betätigt sich auch als Übersetzer z. B. von Texten von John Ruskin. Er war Gastdozent am Getty Research Institute Los Angeles (2015) und am Institut National d’Histoire de l’Art Paris (2015). Er ist Mitgründer des PEN Berlin.

## Schriften

### Romane
- A Maneira Negra. Rio de Janeiro 2000.
- Controle Remoto. Rio de Janeiro 2002.
- Entre as Mulheres. Rio de Janeiro 2007.
  - deutsche Ausgabe: Sechzehn Frauen. Geschichten aus Rio. Aus dem brasilianischen Portugiesisch übersetzt von Peter Kultzen. S. Fischer Verlag, Frankfurt am Main 2013, ISBN 978-3-10-010850-0.
- O remanescente. São Paulo 2016, ISBN 978-85-359-2813-6.
  - deutsche Ausgabe: Das Vermächtnis der Seidenraupen. Geschichte einer Familie. Aus dem brasilianischen Portugiesisch übersetzt von Luis Ruby. S. Fischer, Frankfurt am Main 2016, ISBN 978-3-10-002535-7.

### Kunstgeschichtliche Werke
- Uma Introdução à História do Design. São Paulo 2000 (Standardwerk in 3. Auflage).
- Design para um mundo complexo. São Paulo 2012.

### Herausgeberschaft
- zusammen mit Anna-Dorothea Ludewig: Hugo Simon in Berlin. Handlungsorte und Denkräume. Hentrich & Hentrich, Berlin / Leipzig 2018, ISBN 978-3-95565-274-6.